# نومیدی
نومیدی (انگلیسی: Despair) فیلمی در ژانر درام به کارگردانی راینر ورنر فاسبیندر است که در سال ۱۹۷۸ منتشر شد. از بازیگران آن می‌توان به دیرک بگارد، آندریا فریول، پیتر کرن، آدریان هوون، پیتر مرتسهایمر و راینر ورنر فاسبیندر اشاره کرد.